# Brgudac
Brgudac je selo na sjeveru Istre, u općini Lanišće, Istarska županija, Republika Hrvatska. Do sela se stiže odvojkom s ceste Lanišće - Lupoglav.

## Zemljopis
Brgudac se nalazi u najsjevernijem unutrašnjem području poluotoka Istre, podno Ćićarije na zapadnom ulazu u Park prirode Učka. Iz sela kreće planinarski put kojim za 45 minuta pješke se nalazi izvorište Korita
Brgudac je u sastavu općine Lanišće.
Slikoviti Brgudac smješten je u srcu Ćićarije na 747 m nadmorske visine (podno hrpta što ga čine Brajkov vrh 1092m i Korita) i najviše je stalno naselje na području Istarske županije. 
Ovo selo, čija povijest seže duboko u srednji vijek, nekada je vrvilo životom – u njemu je obitavalo preko 400 stanovnika koji su držali i do 3000 grla stoke. 
Do sela vodi uska cesta iz smjera Lanišća, ali postoje kolske i planinarske staze prema Semiću, Lanišću, Planiku i planinarskom domu Korita. 
Malobrojno stanovništvo obrađuje skromne plodne površine za vlastite potrebe.

## Stanovništvo
Po popisu iz 2001. godine, u selu je živjelo 12 stanovnika.
| broj stanovnika | 343   | 371   | 337   | 397   | 440   | 501   |       |       | 232   | 153   | 118   | 44    | 25    | 16    | 12    | 14    | 15    |
|                 | 1857. | 1869. | 1880. | 1890. | 1900. | 1910. | 1921. | 1931. | 1948. | 1953. | 1961. | 1971. | 1981. | 1991. | 2001. | 2011. | 2021. |

## Znamenitosti i spomenici
- U selu se nalazi crkva Sv. Blaža koja se spominje 1580. godine. Posjeduje zvonik s jednim zvonom (visine 11 m), oltar s reljefom Sv. Luke evanđelista, Sv. Blaža i drugog sveca, a iznad se nalazi medaljon s Blaženom Djevicom Marijom. U župnoj crkvi Lanišće čuvaju se kipovi visoke umjetničke vrijednosti Sv. Luke i Blaža i jedne svetice (nedefinirano zbog dotrajalosti kipa) koji pripadaju ovoj crkvi kao i knjiga misala štampana goticom, grafike križnog puta, barokni svjećnjaci i druge liturgijske dragocijenosti. Zvono u zvoniku datira iz 14.st., a rad je majstora Luke iz Mletaka.

- poviše sela (na zapadnoj strani) nalazi se kapelica Svete Marije iz 1887.
- na 45 minuta pješke od sela nalazi se izvorište Korita.
- Spomen-dom Prvog partijskog savjetovanja za Istru
- spomenik palim borcima
- spomen-ploča na mjestu osnivanja prvog NOO, 1942. godine
- spomenik formiranja 4. partizanske istarske (kraške) čete
- spomen-ploča partizanskim kuririma
- spomen-dom prvog partijskog savjetovanja za Istru
- spomen-ploča o početku škole na materinjem hrvatskom jeziku
- spomen palim borcima i žrtvama fašističkog terora u NOB-u
- spomenik žrtvama poginulim od bombardiranja
- spomen-ploča žrtvama koje su zvjerski streljane

## Povijest
Selo Brgudac na Ćićariji prvi put se spominje u povijesnim dokumentima 1420. godine kao Bergodaz.  
Područje je u srednjem vijeku pripadalo Akvilejskom patrijarhatu, grofovima Goričkim, a poslije Mletačkoj Republici (Rašporskom kapetanatu). Stradao je u sporadičnim turskim upadima, a osobito teško u Uskočkom ratu 1612. godine. 
Po kartama iz 18. stoljeća vidi se da je Brgudac bio pod vlasti Mletačke Republike. Tek po prestanku postojanja Mletačke Republike 1797. godine cijela Istra sjedinila i pripojila Habsburškoj Monarhiji. 
Nakon kratke vladavine Napoleona Austrijsko Carstvo ponovno dobiva Istru te počinje u njoj graditi jedinstveni sustav javne uprave. Uvode se nove poljoprivredne kulture, napose krumpir i kukuruz, a Istra bilježi velik demografski rast.
Od 1848. pa do 1918. godine na području Istre uspostavljena je Markgrofovija Istra koja je bila teritorijalna jedinica u sklopu austrijske krunske zemlje Austrijsko primorje u Habsburškoj Monarhiji i Austro-Ugarskoj. Nastala je nakon ukidanja i razdvajanja Kraljevine Ilirije, koju su ustrojili Francuzi za Napoleonove vlasti.
Nalazimo na popis stanovništva Istre iz 1910. godine gdje se vidi da na cijelom Buzetskom području živi ukupno 38.659 stanovnika u 77 mjesta i sela. Brgudac je na cijelom popisu četvrto mjesto po broju stanovnika, s ukupno 501 stanovnikom u 104 domaćinstva. Na cijelom području Buzeta više stanovnika od Brgudca su imali Sveti Martin kod Buzeta 698 stanovnika, Lanišće 650 stanovnika i Buzet 516 stanovnika.
Brgudac je bio razvijeno mjesto s mnoštvo stanovnika koji su se bavili stočarstvom, držali su preko 3.000 grla stoke te su se bavili proizvodnjom i prodajom ugljena (krbunice).
Žene iz sela su putovale s naprtnjačama punim ugljena preko Učke u Volosko i Opatiju prodavati ugljen.

### Brgudac u II. Svjetskom ratu
Brgudac je također i simbol antifašističke borbe u Istri, jer je upravo tu organiziran prvi pokret otpora na istarskom poluotoku odnosno ondje je osnovana prva oružana formacija na poluotoku Istri, a sve radi početka rušenja 25-godišnjeg fašističkog režima i sjedinjenja Istre s domovinom Hrvatskom. 
Nakon kapitulacije Kraljevine Italije u rujnu 1943. i njemačkoga preuzimanja svih ovlasti, na području Istre i Hrvatskoga primorja uspostavlja se Operativna zona “Jadransko primorje” (Operationszone Adriatisches Küstenland – OZAK). Ojačanjem i organiziranjem antifašističkoga pokreta već u studenome područje OZAK-a postaje teritorij za borbu protiv “bandi” (Bandenkampfgebiet). 
Dana 1. studenog 1943. godine u Brgudcu je osnovana 4. Istarska Partizanska četa (Kraška), a 10. prosinca 1943. u Brgudcu je održano Prvo savjetovanje KPH za Istru.
U siječnju 1944. u Trstu je osnovano zapovjedništvo za borbu protiv partizana (Fuhrungsstab für Bandenbekämpfun – FSBB) na čelu s Odilom Globocnikom. FSBB od siječnja do studenog 1944. godine organizira niz protupartizanskih operacija, od kojih se svojom brutalnošću izdvaja operacija Braunschweig (25. travnja–7. svibnja 1944.).
U operaciji Braunschweig]]Selo je kao glavno sjecište putova partizanskih jedinica bilo jedno od najuništenijih mjesta i mjesto s velikim brojem žrtava, 56 žrtava većinom žena i djece je ubijeno ili streljano, pa je stoga u nekoliko navrata i spaljeno. 
Jedno je od najuništenijih mjesta i mjesto s velikim brojem žrtava posljedica Drugog svjetskog rata. Svake se godine obilježava Dan antifašističke borbe i sjećanje na tragično stradavanje 56 žitelja Brgudca u travnju i lipnju 1944. godine. Brgudac je također i simbol antifašističke borbe u Istri, jer je upravo tu organiziran prvi pokret otpora na istarskom poluotoku odnosno ondje je osnovana prva oružana formacija na poluotoku Istri, a sve radi početka rušenja 25-godišnjeg fašističkog režima i sjedinjenja Istre s domovinom Hrvatskom.
Brgudac zbog svoje važnosti u NOB-u nosi naziv Spomen selo Brgudac. U selu se nalazi Spomen dom sa slikama i detaljima iz NOB-a. A u cijelom selu nalazi se veliki broj spomen-ploča i spomenika.

## Vanjske poveznice
- Brgudac